# Schout-bij-nacht

Hodnostní označení na rukávu, současné Nizozemské královské námořnictvo.

Schout-bij-nacht je hodnost nizozemského námořnictva odpovídající kontradmirálovi v jiných válečných loďstvech. Je to jeho druhá nejnižší admirálská hodnost, vyšší než commandeur (komodor) a nižší než vice-admiraal (viceadmirál).
Hodnost schout-bij-nacht vznikla mezi 15. a 16. stoletím. V překladu znamená noční hlídka či stráž, schout-bij-nacht byl totiž důstojníkem jehož povinností bylo dozírat nad lodí když její kapitán spal.
V pozdější době byl jako schout-bij-nacht označován i důstojník dohlížející na celou eskadru v nepřítomnosti vyššího admirála, a od 17. století byla schout-bij-nacht běžnou hodností důstojníka velícího eskadře tvořící zadní stráž floty.
V 17. století byla tato hodnost přijata i námořnictvy Švédska a Dánsko-Norska jako
schoutbynacht a námořnictvem carského Ruska jako шаутбенахт (šautbenacht). V roce 1724 Rusko, následováno v roce 1771 jak Švédským královským námořnictvem, tak dánsko-norským námořnictvem, změnily název hodnosti na kontradmirál (rusky контр-адмирал, švédsky konteramiral, a dánsky i norsky kontreadmiral).

## Slavní nositelé hodnosti
- Paulus Roelof Cantz'laar
- Karel Doorman
- Christoffel Middaghten
- Willem van der Zaen
- Johan Zoutman